# Lagenidium giganteum
Espèce
Lagenidium giganteum est une espèce de champignons entomopathogènes de la classe des Oomycota qui est un parasite facultatif des stades larvaires de nombreuses espèces de moustiques.
Cet oomycète est l'objet d'études aux États-Unis en vue de son utilisation comme agent de lutte biologique contre les moustiques

## Liste des formes
Selon NCBI (18 mai 2014) :
- forme Lagenidium giganteum f. caninum